# Dawsonia grandis
Dawsonia grandis là một loài rêu trong họ Polytrichaceae. Loài này được Geh. mô tả khoa học đầu tiên năm 1896.